# Шантмерль-сюр-ла-Суа
Шантме́рль-сюр-ла-Суа́ (фр. Chantemerle-sur-la-Soie) — коммуна во Франции, находится в регионе Пуату — Шаранта. Департамент коммуны — Шаранта Приморская. Входит в состав кантона Тонне-Бутон. Округ коммуны — Сен-Жан-д’Анжели.
Код INSEE коммуны — 17087.

## Население
Население коммуны на 2010 год составляло 140 человек.
| 1962 | 1968 | 1975 | 1982 | 1990 | 1999 | 2010 |
| ---- | ---- | ---- | ---- | ---- | ---- | ---- |
| 136  | 111  | 114  | 108  | 100  | 108  | 140  |